# 芝烝
芝 烝（しば すすむ、1918年 - ）は、日本の哲学者。京都女子大学名誉教授。
マドラス大学タミル学会終身会員、日本語の系統研究会代表幹事、日本道州制研究会代表。

## 略歴
愛媛県南予生まれ。広島高等師範学校卒業。1947年京都帝国大学文学部哲学科（倫理学）へ入学、旧制大学院（ヘーゲル法哲学）、京大人文科学研究所へと進む。ドイツのハイデルベルク大学に留学（哲学・人類学）。
国立民族学博物館研究協力者、京都女子大学助教授、教授、文学部長、学長代行をへて、名誉教授。その後花園大学教授を務めた。

## 著書
- 『古代日本人の意識』創元社 1985
- 『日本道州制国家論』編著. 世界思想社 1990
- 『四柱推命説と現代心理学』あかつき出版 1999
- 『日本語の起源 系統と検証 祝詞「大祓へ」の場合』新風舎 2005
- 『日本語の起源 その具体的全体像 日本古代史最大の謎の解明』三一書房 2008

### 翻訳
- ボロウスキー, ヤッハマン, ヴァジャンスキー『カント その人と生涯』創元社 1967
- A.C.ユーイング『倫理学』竹尾治一郎, 山内友三郎共訳 法律文化社 1977